# Tinj
Tinj est un village de la municipalité de Benkovac (comitat de Zadar) en Croatie. Au recensement de 2011, le village comptait 530 habitants.